# Yacouba Sawadogo
Yacouba Sawadogo, född 1946 i provinsen Yatenga i Franska Västafrika (i nuvarande Burkina Faso), död 3 december 2023 i Ouagadougou, var en burkinsk jordbrukare och agronom som har använt traditionella odlingsmetoder för att stoppa ökenspridning. Metoden som kallas Zaï är en form av agroforestry.
År 2010 gjordes dokumentärfilmen The Man Who Stopped the Desert. Den 23 november 2018 mottog han Right Livelihood Award.

## Biografi
Yacouba Sawadogo föräldrar var lantbrukare och hade en liten gård i Sahel, Burkina Faso. Han skickades till en koranskola i Mali och efter skolgången flyttade han hem till Yatengaprovinsen och blev försäljare på den lokala marknaden.
Sahel ligger mellan Sahara och den tropiska savannen. 1972 till 1984 inträffade en extrem torka och tusentals människor svalt ihjäl eller flyttade in till städer och sökte nya möjligheter för sin försörjning. Sawadogo gjorde tvärtom och flyttade till den by där hans far var begravd. Han var fast besluten att odla upp den förtorkade jorden och göra den fruktbar igen.

## Naturförvaltning
Sawadogos metoder har spridit sig till grannländerna Niger och Mali. Sammanlagt har över en miljon hektar halvöken förvandlats till produktiv mark. Chris Reij vid World Resources Institute har sagt att: ”Detta är förmodligen den viktigaste förbättringen för matsäkerhet i Sahel och kanske i hela Afrika”.
Sawadogo började på 1980-talet plantera träd och har skapat närmare 40 hektar skog på förtorkad och övergiven mark. Idag finns det mer en 60 arter av träd och buskar. Framgången bygger på experiment med den traditionella odlingstekniken (Zaï på det lokala språket). Han har utvecklat tekniken och i hög grad lyckats med trädplanteringen.

### Zaïhål
Zaïhål grävs för att hålla kvar vatten och har länge använts för att bygga upp en utarmad jord. Sawadogos innovation innebär att fylla hålen med mull eller annat organiskt material vid planteringen. Ju större plantor desto större hål. När plantorna blir lite större planteras hirs, durra och majs mellan träden. För att hålla kvar vatten lägger man ut rader av knytnävsstora stenar. Vid regn samlas fuktighet vid stenarna och näringsämnen stannar kvar. Med jämna mellanrum kan man bygga små dammar under träden där vatten samlas utan att avdunsta.

### Fåglar och bin
Sawadogo hänger upp skålar med vatten i träden för fåglar och på marken för djur. Därmed sprids frön över stora områden. Han bygger också många bikupor för pollinering av träd och buskar.

## Priser och utmärkelser
• 2018 – Right Livelihood Award för att ha förvandlat förtorkad mark till skog och visat hur bönder kan regenerera sin jord med hjälp av inhemsk lokal kunskap.